# Heritiera
Heritiera är ett släkte av malvaväxter. Heritiera ingår i familjen malvaväxter.

## Bildgalleri

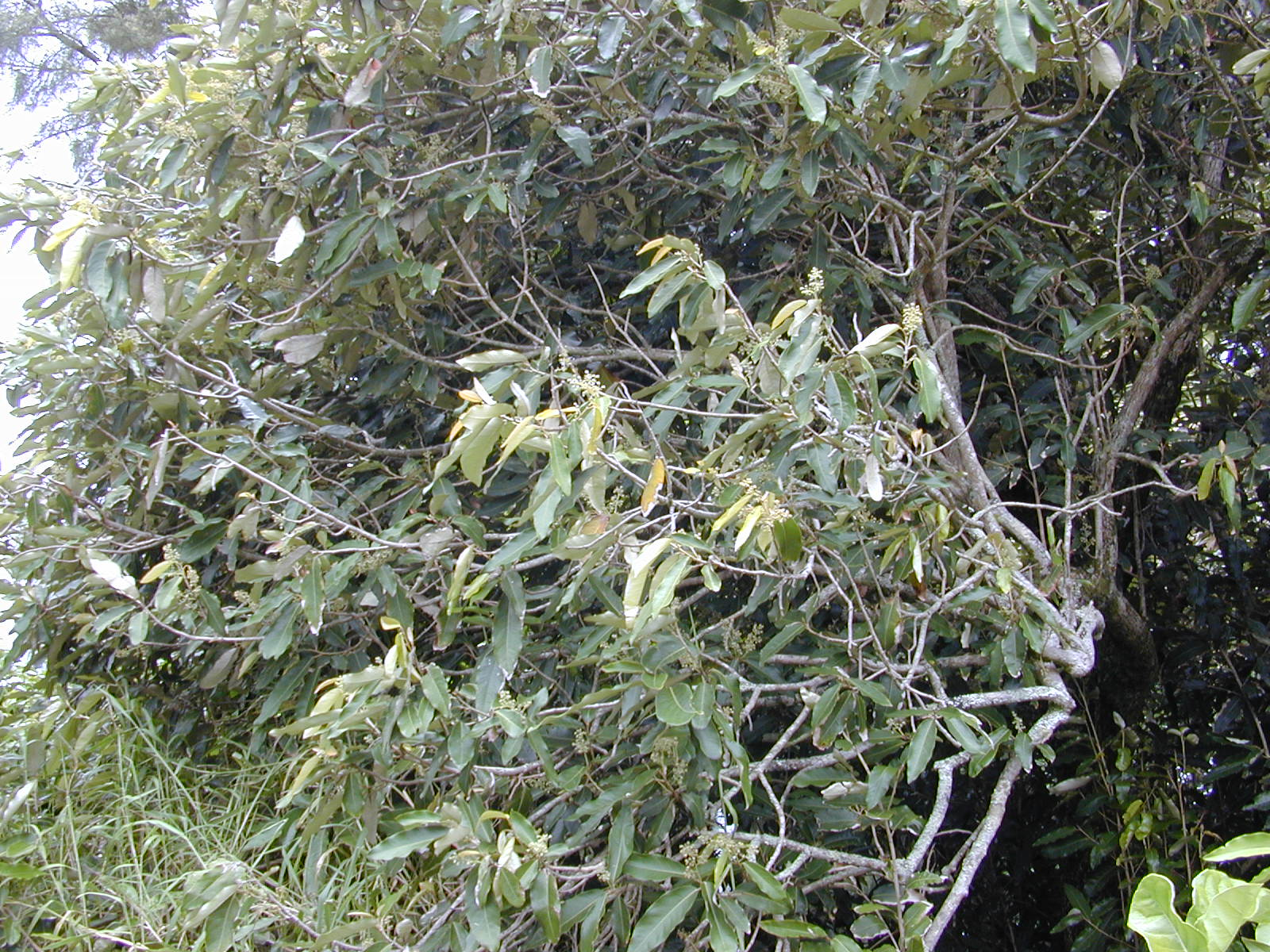
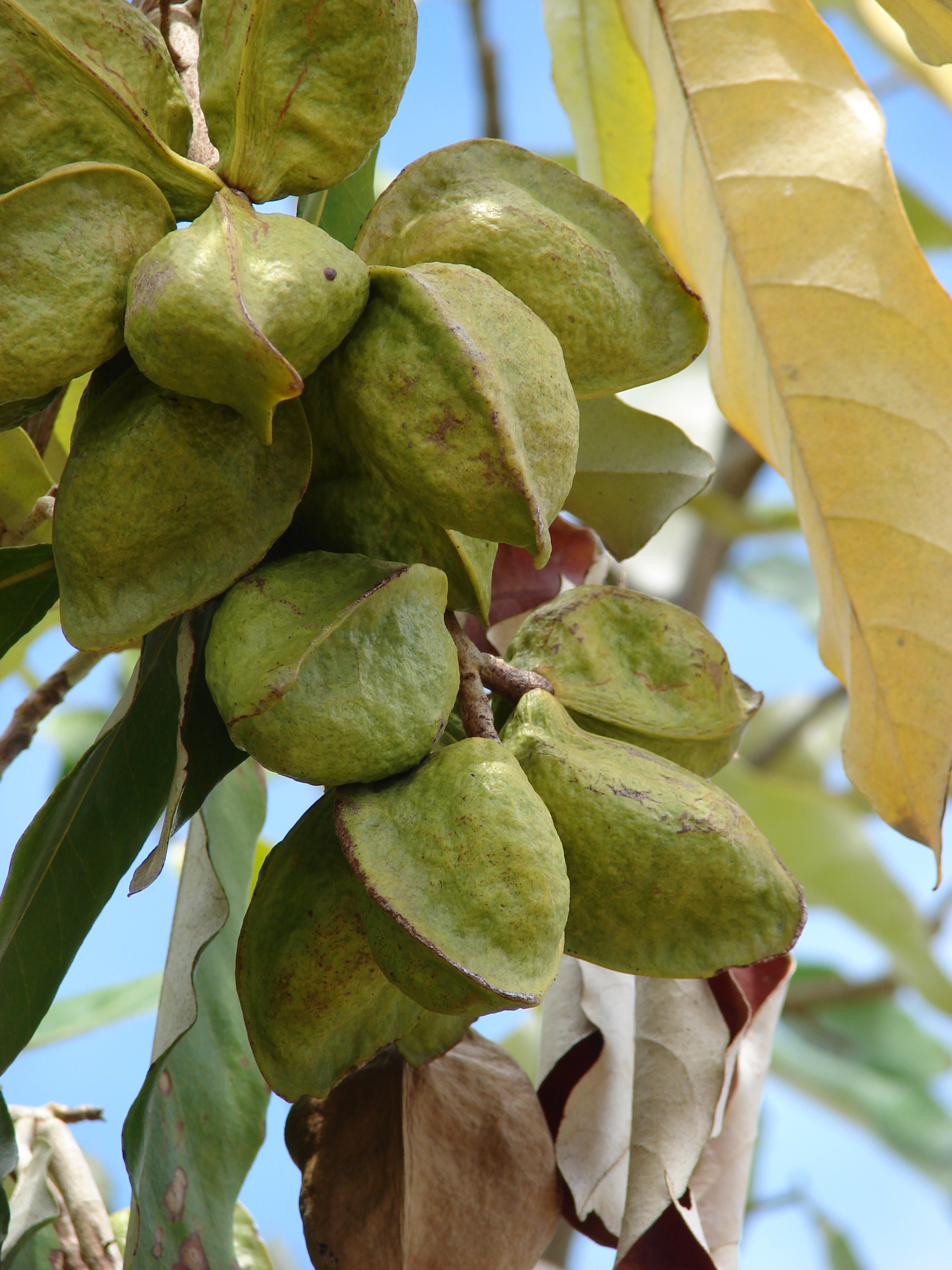

## Dottertaxa tillHeritiera, i alfabetisk ordning[1]
- Heritiera actinophylla
- Heritiera albiflora
- Heritiera angustata
- Heritiera arafurensis
- Heritiera aurea
- Heritiera borneensis
- Heritiera burmensis
- Heritiera catappa
- Heritiera cordata
- Heritiera densiflora
- Heritiera dubia
- Heritiera elata
- Heritiera fomes
- Heritiera gigantea
- Heritiera globosa
- Heritiera impressinervia
- Heritiera javanica
- Heritiera kanikensis
- Heritiera kuenstleri
- Heritiera littoralis
- Heritiera longipetiolata
- Heritiera macrophylla
- Heritiera macroptera
- Heritiera magnifica
- Heritiera montana
- Heritiera novoguineensis
- Heritiera ornithocephala
- Heritiera papilio
- Heritiera parvifolia
- Heritiera peralata
- Heritiera percoriacea
- Heritiera polyandra
- Heritiera pterospermoides
- Heritiera rumphii
- Heritiera simplicifolia
- Heritiera solomonensis
- Heritiera sumatrana
- Heritiera sylvatica
- Heritiera trifoliolata
- Heritiera utilis